# Don’t Talk (Put Your Head on My Shoulder)
A Don't Talk (Put Your Head On My Shoulder) a The Beach Boys 1966-os dala, a Pet Sounds nagylemez negyedik száma, a zeneszerző és a producer Brian Wilson, a dalszöveget Tony Asher szerezte. A szólóvokált Wilson énekli, a Beach Boys történetében ritka módon háttérvokálok nélkül.
A dal "Listen to my heart… beat" soráról Brian kijelentette: "Nagyon összetettek az érzéseim ezzel a sorral kapcsolatban. Ez az egyik legromantikusabb dalom, nagyon büszke vagyok rá. A hangom ártatlansága, a fiatalság és a gyermeki ártatlanság, szerintem ez az igazán megkapó benne."
Tony Asher a szöveggel kapcsolatban megjegyezte: "Érdekes feladat szöveget írni arról, hogy két ember nem beszél. Brian-nel a régi randevúélményeinkről beszélgettünk, és egyetértettünk abban, hogy két ember csodálatosan tud kommunikálni szavak használata nélkül is."
1:50-nél, miután Brian a "Listen, listen, listen" sort énekli, a basszus szólam a szívverést imitálja.
Elvis Costello egy interjújában a következőket mondta: "Tavaly nyáron hallottam a "Don't Talk (Put Your Head On My Shoulder)"-t, csellón játszotta valaki. Gyönyörű volt, és szomorú, éppen mint a Pet Sounds-on. És ez nagyszerű dolog: ha, tegyük fel, holnap a világ összes lemezjátszója tönkremenne, ezek a dalok akkor is megmaradnának, és még száz év múlva is hallhatnánk őket."

## Felvételek
- Instrumentális felvételek: 1966. február 11., Western Recorders, Hollywood, Kalifornia. Hangmérnök: Chuck Britz.
- Vokálfelvételek: 1966. február 11., Western Recorders, Hollywood, Kalifornia. Hangmérnök: Chuck Britz.
- Vonószenekari rájátszás: 1966. április 3., Western Recorders, Hollywood, Kalifornia. Hangmérnök: H. Bowen David.

## Közreműködők
- Brian Wilson: szólóvokál
- Hal Blaine: dob
- Steve Douglas: ütősök
- Frank Capp: vibrafon, üstdob
- Lyle Ritz: basszusgitár
- Carol Kaye: basszusgitár
- Glen Campbell: gitár
- Billy Strange: gitár
- Al de Lory: orgona
- Arnold Belnick: hegedű
- Ralph Schaeffer: hegedű
- Sid Sharp: hegedű
- Tibor Zelig: hegedű
- Norman Botnick: brácsa
- Joseph Saxon: cselló